# Gornji Vukojevac
Gornji Vukojevac falu Horvátországban, Sziszek-Monoszló megyében. Közigazgatásilag Lekenikhez tartozik.

## Fekvése
Sziszek városától légvonalban 24, közúton 30 km-re északnyugatra, községközpontjától 9 km-re nyugatra, az A11-es autópálya közelében, a Vukomerići-dombság keleti lejtőin, a Koravec-patak partján, a megyehatárnál fekszik.

## Története
Területe már ősidők óta lakott, ezt bizonyítják a Donji Vukojevactól délre található ókori eredetű halomsírok. A római korban itt halad át a Sisciát Emonával összekötő római út, melynek maradványai szintén megtalálhatók a határában. Ezután területe valószínűleg évszázadokig pusztaság volt.
Vukojevac a töröknek a térségből történő kiűzése után újonnan telepített falvak közé tartozott. Neve a Vuk személynévből származik, melyet valószínűleg első lakójáról kapott. Első írásos említése 1674-ben történt. 1773-ban az első katonai felmérés térképén „Dorf Vukojevecz” néven szerepel. Vukojevac két településrésze csak a 19. század folyamán vált el egymástól. A településnek 1890-ben 271, 1910-ben 150 lakosa volt. 1918-ban az új szerb-horvát-szlovén állam, majd később Jugoszlávia része lett. A második világháború idején a Független Horvát Állam része volt. A háború után a béke időszaka köszöntött a településre. Enyhült a szegénység és sok ember talált munkát a közeli városokban. A falu 1991. június 25-én a független Horvátország része lett. 2011-ben 67 lakosa volt.

## Népesség
| Lakosság változása | Lakosság változása | Lakosság változása | Lakosság változása | Lakosság változása | Lakosság változása | Lakosság változása | Lakosság változása | Lakosság változása | Lakosság változása | Lakosság változása | Lakosság változása | Lakosság változása | Lakosság változása | Lakosság változása | Lakosság változása |
| ------------------ | ------------------ | ------------------ | ------------------ | ------------------ | ------------------ | ------------------ | ------------------ | ------------------ | ------------------ | ------------------ | ------------------ | ------------------ | ------------------ | ------------------ | ------------------ |
| 1857               | 1869               | 1880               | 1890               | 1900               | 1910               | 1921               | 1931               | 1948               | 1953               | 1961               | 1971               | 1981               | 1991               | 2001               | 2011               |
| 0                  | 0                  | 0                  | 271                | 159                | 150                | 165                | 158                | 147                | 148                | 128                | 115                | 99                 | 74                 | 75                 | 67                 |

(1857 és 1880 között lakosságát Vukojevac néven Donji Vukojevachoz számították.)

## Nevezetességei
Műemlékei közül kiemelkedik egy 19. századi hagyományos túrmezei emeletes fa lakóház (čardak), a Debić család tulajdona.